# 노코노섬
노코노섬(일본어: 能古島 노코노시마[*])은 일본 후쿠오카현 후쿠오카시 니시구에 있는 섬이다. 하카타만 안에 있으며 후쿠오카 시내 중심부에서 배로 10분 정도 거리로 가까운 곳에 있는 섬이다.
남북으로 3.5 km, 동서로 2 km, 해안선의 길이는 12 km이며 면적은 대략 3.95 km2이다. 섬 내에 산이 있으며 산 정상에 있는 삼각점의 고도는 195 m이다.

## 역사
노코노섬의 '노코노'(能古)라는 단어는 역사적으로 변화해왔다. 고대에는 '잔'(残), '노모토'(能許), '노마모루'(能護), '노쿄'(能挙), '노코'(乃古) 등으로 기재되었다. '노코노시마'라는 단어가 처음으로 등장하는 문헌은 헤이안 유문으로 731년 스미요시 신사의 사령에 대해 쓴 글에서 '노마모루시마'(能護嶋)라는 지명으로 처음 등장한다. 또한 지쿠젠국 속풍토기에서는 "진구 황후가 귀국할 때 이 섬(노코노섬)에 신령을 남기고 이국의 항복을 빌었으므로 잔노시마(残の島)라고 한다"라고 기록되어 있다.